# جامعة مدينة برمينغهام
جامعة مدينة برمينغهام (اختصار. BCU) هي جامعة في برمنغهام بإنجلترا. تأسست في البداية باسم كلية برمنغهام للفنون ذات الجذور التي يعود تاريخها إلى عام 1843، تم تصنيفها على أنها كلية الفنون التطبيقية في عام 1971 وحصلت على مكانة جامعية في عام 1992.
يوجد بالجامعة ثلاثة فروع رئيسية تخدم أربع كليات، وتقدم دورات في الفن والتصميم، والأعمال التجارية، والبيئة المبنية، والحوسبة، والتعليم، والهندسة، واللغة الإنجليزية، والرعاية الصحية، والقانون، والفنون المسرحية، والعلوم الاجتماعية، والتكنولوجيا. 125 جنيهًا إسترلينيًا مليون امتداد لحرمها الجامعي في وسط مدينة برمنغهام، وهو جزء من تطوير الجانب الشرقي للتكنولوجيا الجديدة وربع التعلم، يتم افتتاحه على مرحلتين، مع افتتاح المرحلة الأولى في عام 2013.
إنها ثاني أكبر خمس جامعات في المدينة، والأربع الأخرى هي جامعة برمنغهام (وهي الأكبر)، وجامعة أستون، وكلية جامعة برمنغهام وجامعة نيومان. ما يقرب من نصف طلاب الجامعة المتفرغين هم من ويست ميدلاندز، ونسبة كبيرة منهم من الأقليات العرقية. تدير الجامعة برامج الوصول والتأسيس من خلال شبكة دولية من الجامعات المرتبطة وكليات التعليم الإضافي، ولديها أكبر عدد من الطلاب الأجانب في منطقة برمنغهام.

## التاريخ

### معهد برمنغهام للفنون والتصميم

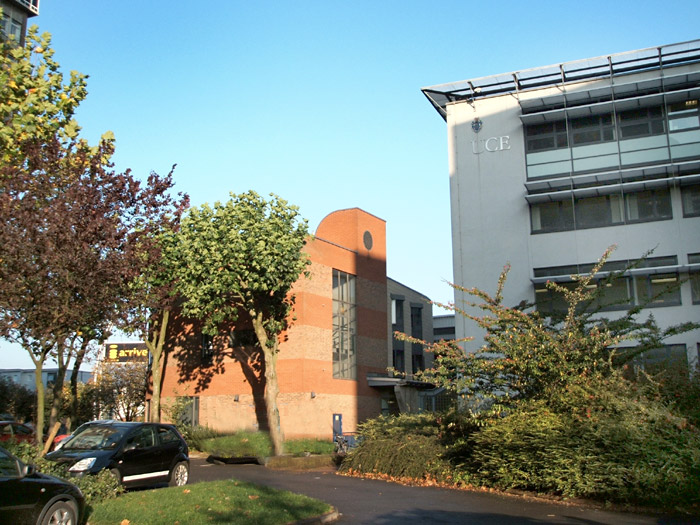
مبنى الفنون

كان معهد برمنغهام للفنون والتصميم (BIAD) كلية الفنون والتصميم بجامعة برمنغهام سيتي. تم الآن دمجها في كلية الفنون والتصميم والإعلام بالجامعة، ومقرها في حرم جامعة برمنغهام سيتي سيتي سنتر ومدرسة برمنغهام للفنون في شارع مارغريت. يقع حرم معهد برمنغهام للفنون والتصميم الرئيسي والمكتبة في مبنى باركسايد، شمال وسط مدينة برمنغهام، وحوالي ثلاثة أرباع ميل من محطة برمنغهام نيو ستريت وحي كاسترد فاكتوري. إنه مجاور لجامعة أستون.

### تاريخ المعهد
وصل معهد برمنغهام للفنون والتصميم إلى مرحلة النضج الكامل في تسعينات القرن التاسع عشر، كمدرسة برمنغهام البلدية للفنون في شارع مارغريت، تحت قيادة إدوارد آر تايلور. تحتفظ أرشيفات معهد برمنغهام للفنون والتصميم بسجلات واسعة حول تاريخ الفن والتصميم في برمنغهام، كما تم إيداع 20 مجموعة مماثلة في الأرشيف.

#### مدرسة الفنون

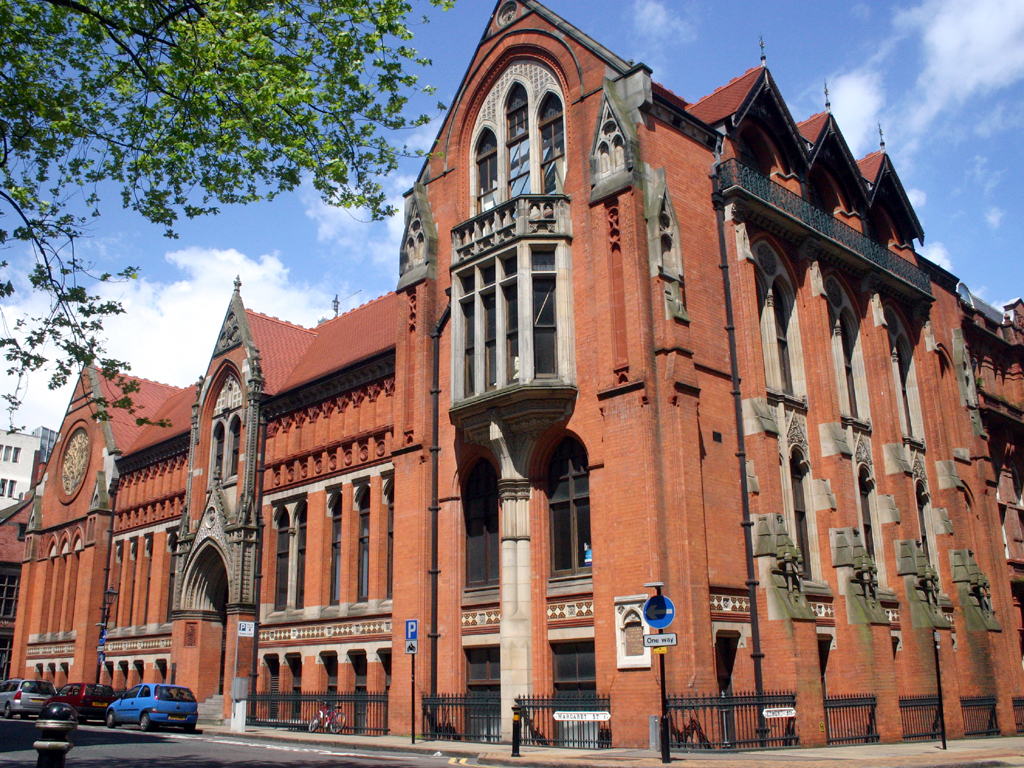
قسم الفنون الجميلة في شارع مارغريت، مدرسة برمنغهام للفنون سابقًا

كانت مدرسة برمنغهام للفنون في الأصل مدرسة فنية تابعة للبلدية ولكن تم استيعابها من قبل برمنغهام بوليتكنيك في عام 1971 ثم أصبحت جزءًا من معهد برمنغهام للفنون والتصميم في عام 1988. لا يزال المبنى المحمي من الدرجة الأولى الواقع في شارع مارغريت موطنًا لقسم الفنون الجميلة بالجامعة ولا يزال يشار إليه عادةً باسمه الأصلي. يضم حاليًا مركز أبحاث الفنون الجميلة (CFAR).

#### مدرسة برمنغهام للهندسة المعمارية
افتتحت مدرسة برمنغهام للهندسة المعمارية عام 1908.

### برمنغهام بوليتكنيك
في الستينات، تم إجراء تغييرات على نظام التعليم العالي مما أدى إلى توسع في الفنون التطبيقية كبديل أكثر توجهاً مهنياً للجامعة النموذجية.
تمت دعوة لجنة مدينة برمنغهام التعليمية لتقديم مخطط لإنشاء كلية الفنون التطبيقية تضم عددًا من الكليات المختلفة في المدينة في عام 1967. في أواخر عام 1969، تم الإعلان عن منصب مدير كلية الفنون التطبيقية. على الرغم من تخلف المدينة عن أجزاء أخرى من البلاد، حصلت برمنغهام أخيرًا على كلية الفنون التطبيقية في عام 1971 - ثم السابع والعشرون في المملكة المتحدة التي عينتها وزيرة التعليم مارجريت تاتشر كمدينة بوليتكنيك برمنغهام. كان هذا ثاني معهد متعدد الفنون في برمنغهام، الأول - معهد برمنغهام للفنون التطبيقية - كان موجودًا في منتصف القرن التاسع عشر لمدة عشر سنوات.

نشرات أولية في برمنغهام بوليتكنيك تظهر الشعار الأصلي

تم تشكيلها في البداية من خمس كليات. قاتل بعض موظفي الكليات ضد الاندماج لكنهم غيروا رأيهم لاحقًا. الكليات كانت:
- كلية برمنغهام للفنون والتصميم (في الأصل مدرسة برمنغهام الحكومية للتصميم، التي تأسست في أكتوبر 1843)؛
- مدرسة برمنغهام للموسيقى (تم تطويرها كقسم لمعهد برمنغهام وميدلاند حوالي عام 1859)؛
- كلية برمنغهام للتجارة (تأسست في أوائل القرن العشرين كمدرسة فرعية لكلية برمنغهام التقنية المركزية، والتي أصبحت فيما بعد جامعة أستون)؛
- كلية جنوب برمنغهام التقنية (افتتحت عام 1961)؛
- كلية شمال برمنغهام التقنية (كلية أستون التقنية سابقًا، افتتحت عام 1966).

أصبح حرم بيري بار الجديد (الذي بدأ تشييده في عام 1971) مركزًا لكلية الفنون التطبيقية الجديدة، على الرغم من استمرار وجود عدد من الجامعات المختلفة المنتشرة في جميع أنحاء المدينة. وقد اعتُبر هذا أحيانًا على أنه ضعف في الفنون التطبيقية، مع تشتت المواقع التي تعتبر مربكة للزوار.

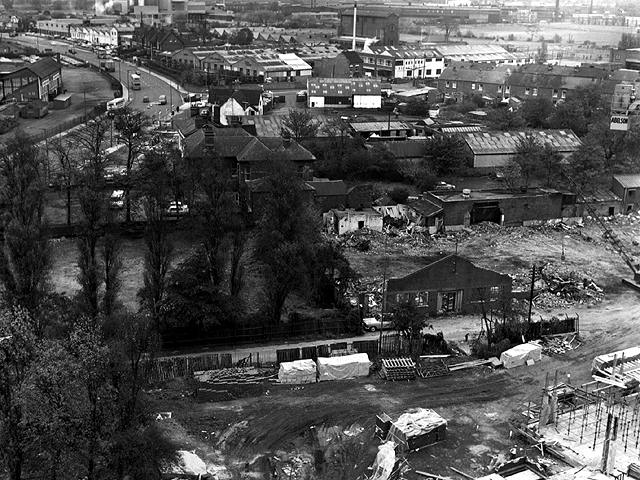
موقع حرم بيري بار (لاحقًا سيتي نورث) قبل أن يبدأ البناء في أوائل السبعينات

في أوائل السبعينات، كان حرم بيري بار موقعًا لأعمال البناء لما أصبح فيما بعد حجر الزاوية في الفنون التطبيقية: مباني أتوود وبيكر. في وقت لاحق من السبعينات، تم زيادة حجم الحرم الجامعي مع بناء ما أصبح فيما بعد مباني كوكس وداوسون وإيدج وفيني وغالتون. في أوائل الثمانينات، تمت إضافة مكتبة ويليام كينريك إلى الموقع. تم تشييد مبانٍ أخرى أصغر لاحقًا، وأصبحت الحوزة تُعرف باسم حرم المدينة الشمالي لجامعة برمنغهام سيتي.
منذ افتتاحها، اعتبرت البوليتكنيك قوية جدًا في مجال الفن والتصميم. في وقت مبكر من عام 1972، كانت دورات الموضة والنسيج قد تجاوزت بشكل كبير؛ كان هناك 100 طلب لكل 30 مكانًا. في ذلك العام أيضًا، أقامت البوليتكنيك التصميم في معرض البوليتكنيك، والذي افتتح في حفل استقبال استضافه السير دنكان أوبنهايم، رئيس مجلس التصميم الصناعي. ظلت دورات الفنون قوية في البوليتكنيك خلال السبعينات، مع ضعف عدد طلاب الفنون مقارنة بأولئك الذين يدرسون في دورات الهندسة أو التكنولوجيا.
في عام 1975، تمت إضافة ثلاث كليات أخرى إلى كلية الفنون التطبيقية:
- كلية أنستي للتربية البدنية (تأسست ككلية خاصة للنساء عام 1897)؛
- كلية بوردسلي للتربية (تأسست كهيئة تعليم محلية (LEA) كلية تدريب نهاري للمعلمات في عام 1963)؛
- كلية مدينة برمنغهام للتعليم (تأسست ككلية تعليم محلية لتدريب المعلمين في حالات الطوارئ في عام 1948).

في منتصف السبعينات، أثار رئيس كلية الفنون التطبيقية آنذاك، ويليام كينريك، انتقادات من السياسيين لقولهم إن طلابه هم طلاب «الصف الثاني». في عام 1978، أدين فرانسيس رينولدز، وهو محاضر في القانون، وغرم 150 جنيهًا إسترلينيًا لإعداده أدوات نقل ملكية دون أن يكون محاميًا. لقد فعل ذلك لتحدي المحامين الاحتكاريين الذين احتكروا نقل الأموال، الأمر الذي شعر أنه أدى إلى ارتفاع التكاليف.

الشعار بعد أواخر الثمانينات

بحلول عام 1979، كانت كلية الفنون التطبيقية واحدة من أكبر المعاهد الفنية في البلاد، على الرغم من أن ذلك لم يمنعها من «جوع» الموارد والمال. كان هناك قلق من أنه بدون الاستثمار الكافي، لا يمكن الحفاظ على جودة دوراتها الدراسية في مجالات مثل الهندسة إلى المستوى المطلوب.
في عام 1988، تأسس معهد برمنغهام للفنون والتصميم (BIAD) من اندماج كلية الفنون التطبيقية في الفنون والتصميم مع كلية بورنفيل للفنون. تم وضع المحفوظات الواسعة من هذه التجسيدات السابقة، بما في ذلك أكثر من 10000 عمل فني، في حرم شارع مارغريت في الفنون التطبيقية.
بعد قانون إصلاح التعليم لحكومة المملكة المتحدة في عام 1989، لم تعد الفنون التطبيقية خاضعة لسيطرة هيئة التعليم المحلية في برمنغهام وأصبحت مؤسسة مستقلة ذات وضع خيري. تم تمويله من قبل مجلس تمويل البوليتكنيك والكليات ولم يعد من قبل سلطة التعليم المحلية. واصلت الفنون التطبيقية وجود روابط وثيقة مع مجلس مدينة برمنغهام، وحتى يومنا هذا، يعمل اللورد عمدة برمنغهام أيضًا كمستشار للجامعة.
مكّن التغيير في الوضع من اتحاد أكثر إحكامًا بين البوليتكنيك والصناعة، وبحلول عام 1989 كان لديها 30 محاضرًا ترعاها الشركات.

### حالة الجامعة
سمح قانون التعليم الإضافي والعالي لعام 1992 لجميع الفنون التطبيقية باعتماد لقب «جامعة». تمت الموافقة على اسم جامعة وسط إنجلترا في برمنغهام من قبل مجلس الملكة الخاص في 16 يونيو 1992. تم تغيير الاسم في الوقت المناسب للعام الدراسي الجديد الذي يبدأ في وقت لاحق من ذلك العام. حصل الطلاب الذين تخرجوا في منتصف عام 1992 على شهادات تحمل اسم جامعة وسط إنجلترا، حتى لو كانت دراستهم بأكملها قد تمت في كلية الفنون التطبيقية. تم إنشاء التصميم الأصلي بواسطة أمبا فروغ ديساين Amba Frog Design بعد اجتماع مع مندوبين من مجالس طلاب الجامعات.

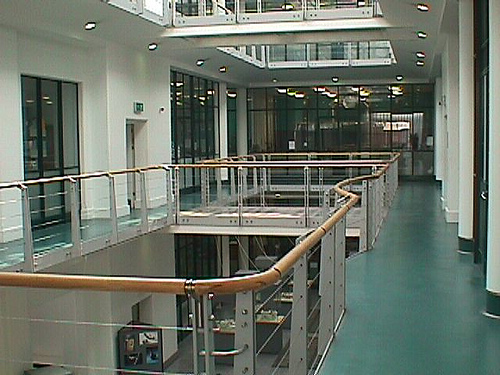
منظر داخلي لشارع فيتوريا، مدرسة المجوهرات، التي أعيد افتتاحها في عام 1995

في عام 1995، تم استيعاب كليتين أخريين - كلية برمنغهام وسوليهول للتمريض والقبالة، ومدرسة ويست ميدلاندز للتصوير الشعاعي - وافتتحت مدرسة برمنغهام للمجوهرات في شارع فيتوريا في حي المجوهرات في برمنغهام. قدمت كلية الهندسة وتكنولوجيا الكمبيوتر الأساس لإنشاء مركز الابتكار التكنولوجي (TIC) في عام 2000. في العام التالي، أدرجت كلية الصحة كلية الدفاع لدراسات الرعاية الصحية.
في تشرين الثاني (نوفمبر) 2003، سعت الجامعة إلى الاندماج بين جامعة وسط إنجلترا (UCE) وجامعة أستون - جامعة أخرى في برمنغهام، والتي، وفقًا لصحيفة الغارديان، «ستنشئ مؤسسة تضم 32000 طالبًا يبلغ حجم مبيعاتها 200 مليون جنيه إسترليني». تم الإعلان عن الخطط من قبل نائب المستشار آنذاك بيتر نايت، ووافق عليها المحاضرون. ستستخدم المؤسسة الجديدة اسم جامعة أستون الذي تم تأسيسه، وستظل وظائف وظروف عمل جميع موظفي جامعة وسط إنجلترا كما هي، على الرغم من أن نائب المستشار نايت لن يكون جزءًا من فريق إدارتها. وقدر تاريخ الانتهاء من الاندماج في أغسطس 2006.
رحب مايكل ستيرلنج، نائب رئيس جامعة برمنغهام، بالمبادرة وقال إن الوقت قد حان لبعض التفكير الإبداعي حول التعليم العالي في المدينة. وقال «من الواضح أنه مع وجود ثلاث جامعات متميزة للغاية في مدينة واحدة، من المنطقي أن نلقي نظرة فاحصة على الصورة الكبيرة وكيف يمكننا العمل معًا بشكل أفضل، سواء بشكل منفصل أو في مجموعة أو حتى كمؤسسة واحدة». أثار تدخله رد فعل غاضبًا من بيتر نايت، نائب رئيس جامعة جامعة وسط إنجلترا، الذي أوضح أن نهجه كان فقط لجامعة أستون.
ناقش مجلس جامعة أستون الاقتراح خلال اجتماع عقد في 3 ديسمبر 2003 وخلص إلى وجوب رفضه. قالت جامعة أستون: «بينما يحترم المجلس مهمة جامعة وسط إنجلترا المميزة، فإنه لا يشارك في تحليل جامعة وسط إنجلترا للفرص المحتملة التي قد تنشأ عن أي اندماج»، واستشهدت بالعوامل المؤثرة مثل نهج أستون في البحث والتدريس، فإن «الفروق المهمة بين مهمات واستراتيجيات» أستون وجامعة أوروبا الشرقية، والتأثير السلبي للمناقشات المطولة على كلا المؤسستين. واقترح أستون أن تبدأ بدلاً من ذلك مناقشات حول مساهمة الجامعات الثلاث في مستقبل التعليم العالي المحلي والإقليمي.
في أغسطس 2005، أعادت جامعة وسط إنجلترا تسمية نفسها باسم جامعة وسط إنجلترا بيرمنغهام University of Central England Birmingham لأغراض التسويق والترويج، على الرغم من أن الاسم الأصلي ظل للاستخدام الرسمي. تم التراجع عن هذا القرار في مارس 2007، بعد وصول نائب جديد للمستشار، وتم إحياء لقب جامعة وسط إنجلترا في برمنغهام لجميع الأغراض.

### إعادة التسمية
في يونيو 2007، أُعلن أنه سيتم تغيير اسم الجامعة من "University of Central England Birmingham"، مع اقتراح ثلاثة أسماء محتملة: جامعة برمنغهام سيتي، وجامعة برمنغهام تشامبرلين، وجامعة برمنغهام متروبوليتان. طُلب من الموظفين والطلاب (الحاليين والخريجين) إكمال استبيان حول ما يرغبون في تغيير الاسم إليه. في 1 أكتوبر 2007، كشف نائب المستشار ديفيد تيدمارش النقاب عن تغيير الاسم من جامعة وسط إنجلترا برمنغهام إلى جامعة برمنغهام سيتي. 48.2% ممن صوتوا على الاستطلاع صوتوا لهذا الاسم، على الرغم من أن 62.1% من الموظفين صوتوا لجامعة برمنغهام متروبوليتان. كان مجلس جامعة برمنغهام قد نصح جامعة وسط إنجلترا سابقًا بأن اختيارهم المفضل هو جامعة برمنغهام متروبوليتان، وأنه يعتبر جامعة برمنغهام تشامبرلين «غير مقبول» بسبب مشاركة جوزيف تشامبرلين التاريخية وارتباطه بجامعة برمنغهام.
قوبل تغيير الاسم المقترح بردود فعل متباينة من الطلاب ومسؤولي اتحاد الطلاب. كانت الحجة الشائعة هي أنه يجب إنفاق الأموال على المرافق وأعمال إصلاح المباني، وشعر بعض الطلاب بالتجاهل من قبل المؤسسة. كان الأساس المنطقي لتغيير الاسم هو الخلط الملحوظ في موقع الجامعة وإعطاء «اسم أقصر وأكثر قوة». بلغت تكلفة إعادة تسمية الجامعة، والتي تضمنت تغيير اللافتات والأدوات المكتبية، 285.084 جنيهًا إسترلينيًا.
الشعار الحالي للجامعة، يعتمد على النمر في الشعار المستخدم أصلاً عندما تم منحها وضع الجامعة. نشأ الشعار نفسه من كلية برمنغهام للتجارة، إحدى المؤسسات التي شكلت كلية الفنون التطبيقية في عام 1971. في عام 2009، تمت مراجعة الشعار ليشمل كلمة "CITY" بأحرف كبيرة في السطر الأول بدلاً من الأحرف الصغيرة في السطر الثاني.

## الحرم الجامعي
على مدار تاريخها، انتشرت الجامعة عبر عدد من المواقع المختلفة في برمنغهام.
بدأ هدم حرم بيري بار في 2018 واكتمل بحلول صيف 2019.
اعتبارًا من 2018، كانت الجامعة في الحرم الجامعي التالي:

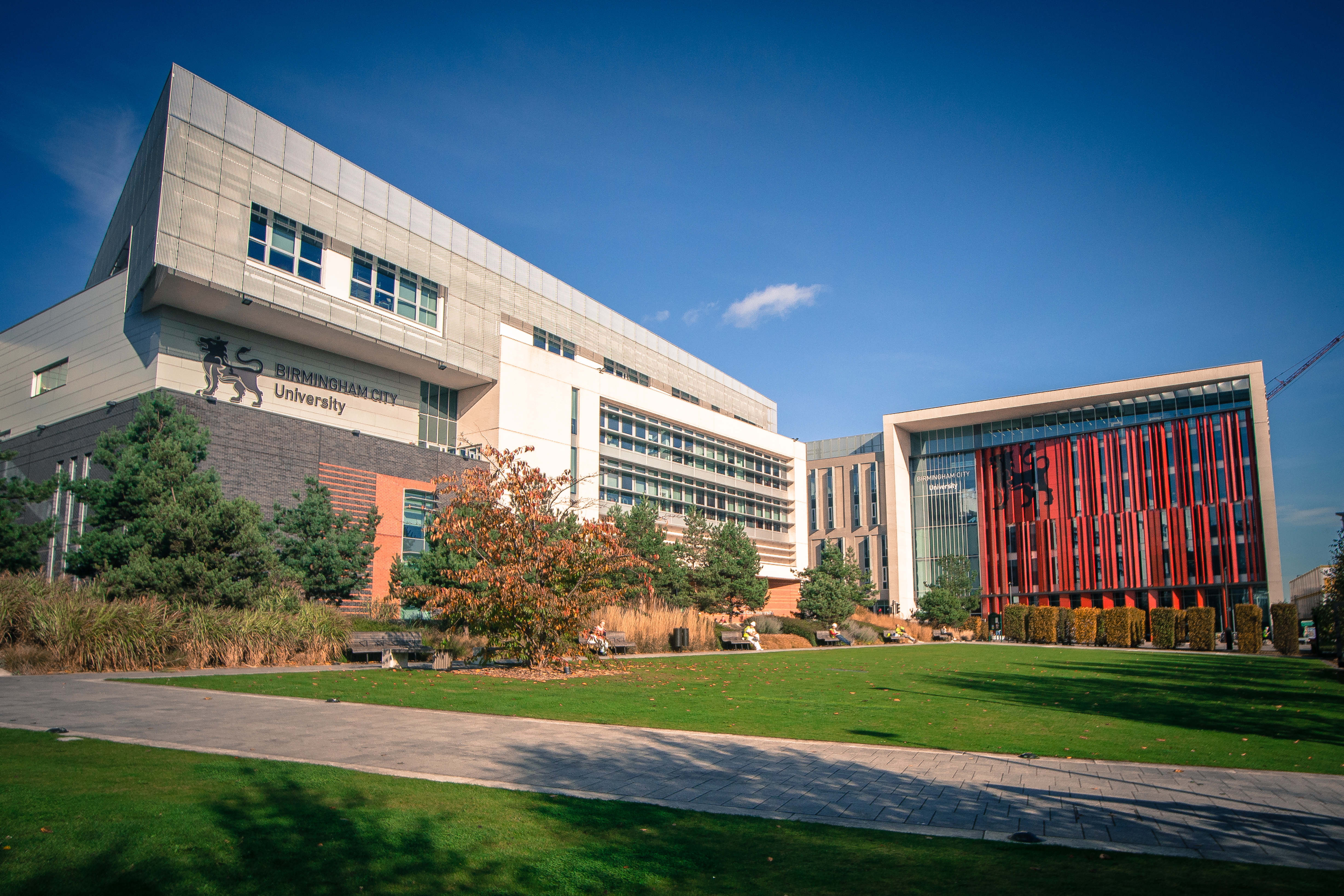
يعد مبنى باركسايد وكورزون جزءًا من حرم سيتي سنتر الجامعي

- يقع حرم سيتي سنتر الجامعي، وهو مقر مدرسة برمنغهام للتمثيل وكلية الحوسبة والهندسة والبيئة المبنية داخل ميلينيوم بوينت. افتتح مبنى باركسايد، المجاور لميلينيوم بوينت والمتصل به عبر جسر، أبوابه في عام 2013، حيث يضم مدرسة برمنغهام للإعلام ودورات التصميم من كلية الفنون والتصميم والإعلام. يضم مبنى كورزون كلية الأعمال والقانون والعلوم الاجتماعية وكلية اللغة الإنجليزية، بالإضافة إلى المكتبة واتحاد الطلاب وخدمات الدعم الأخرى. معهد برمنغهام كونسرفتوار، انتقل إلى حرم سيتي سنتر الجامعي في عام 2017.
- شارع فيتوريا في حي المجوهرات في برمنغهام، موطن مدرسة برمنغهام للمجوهرات.
- مارغريت ستريت، موطن مدرسة الفنون الجميلة، التي كانت سابقًا موطنًا لمدرسة برمنغهام للفنون.
- حرم سيتي ساوث الجامعي، على طريق ويستبورن في إدجباستون، موطن لدورات الصحة والتعليم وعلوم الحياة بالجامعة وكمية معتدلة من سكن الطلاب.
- حرم بورنفيل الجامعي، موطن الكلية الدولية بجامعة برمنغهام سيتي.[39]

أكملت الجامعة توسعة «رئيسية» لحرمها الجامعي في برمنغهام سيتي سنتر، بجوار المرافق الحالية في ميلينيوم بوينت. حرم سيتي سنتر هو 150 جنيهًا إسترلينيًا مليون مخطط، كجزء من تطوير الجانب الشرقي في برمنغهام، مع انتقال طلاب التصميم والإعلام إلى المرحلة الأولى من التطوير في عام 2013، من حرم جرين كوستا السابق وحرم نورث سيتي، على التوالي. تبعت إدارة الأعمال واللغة الإنجليزية والقانون والعلوم الاجتماعية عندما اكتملت المرحلة الثانية من المبنى الجديد في عام 2015.
اعتبارًا من سبتمبر 2017، استثمرت جامعة برمنغهام سيتي ما يقرب من 220 جنيهًا إسترلينيًا مليون في البنية التحتية للحرم الجامعي أثناء نقل الحرم الجامعي إلى وسط المدينة. ركزت الجامعة على بناء مرافق متطورة للطلاب وتحديث الأنظمة الداخلية المستخدمة للموارد البشرية والتمويل.

### الخدمات
يقع بيت الجامعة University House (المعروف سابقًا باسم معهد التكنولوجيا الجديدة أو NTI) بالقرب من حرم سيتي سنتر الجامعي وهو موطن لعدد من أقسام الخدمات المهنية بالجامعة. مساحة المشروع الدولية (IPS) هي معرض فني يقع في مركز بورنفيل للفنون البصرية.
مور لين هو مكان للرياضة والتدريب على الأعمال والمؤتمرات بالقرب من حرم سيتي نورث الجامعي. في السابق، كان يوجد مركز رياضي مخصص خلف مبنى سكني للطلاب بجوار حرم سيتي نورث السابق، ويضم ملاعب تنس وأوعية وكرة قدم وملاعب رجبي ومضمار للجري ونادي اجتماعي. أعلنت الجامعة عن 7 جنيهات إسترلينية سيتم بناء مليون مجمع رياضي في الموقع، المعروف سابقًا باسم نادي أنسيلز الرياضي، على أن يبدأ البناء في منتصف عام 2008 ليكتمل في عام 2009. تم افتتاح مركز دوغ إليس الرياضي، الذي سمي على اسم دوغ إليس، في 4 يناير 2010، ويضم جناحًا للياقة البدنية، ودروسًا للتمارين الرياضية، وقاعة رياضية. نصح محامون جامعة برمنغهام سيتي بشأن الاستعانة بمصادر خارجية للعمل في المركز الرياضي لشركة الخدمات الدولية سيركو.

### إقامة
توجد قاعات سكنية للسكن تقع بجوار الحرم الجامعي السابق سيتي نورث. تقدم الجامعة أيضًا أماكن إقامة في عدد من قاعات الإقامة المملوكة للقطاع الخاص، توجد أيضًا قاعات سكنية في الحرم الجامعي سيتي نورث يستخدمها طلاب التمريض بشكل أساسي.

## التنظيم والحوكمة

### المستشارون
بعد أن مُنحت كلية برمنغهام بوليتكنيك السابقة مكانة جامعية، قامت بتعيين اللورد عمدة المدينة كمستشار لها كل عام. كانت واحدة من مؤسستين وطنيتين فقط تبنتا هذا الارتباط مع منطقتها المحلية. في 21 يوليو 2016 أعلنت الجامعة أن ليني هنري سيصبح مستشارها الجديد لمدة خمس سنوات.
| اسم              | مدة       |
| ---------------- | --------- |
| شهدري عبد الرشيد | 2008-2009 |
| مايكل ويلكس      | 2009-2010 |
| لين جريجوري      | 2010-2011 |
| أنيتا وارد       | 2011-2012 |
| جون لاينز        | 2012-2013 |
| مايك ليدي        | 2013-2014 |
| شفيق شاه         | 2014-2015 |
| راي هاسال        | 2015-2016 |
| السير ليني هنري  | 2016–     |

### الكليات والمدارس
جامعة برمنجهام سيتي هي جامعة كبيرة ولديها أقسام تغطي مجموعة واسعة من الموضوعات. تم إعادة تنظيم نظام الجامعة في أربع كليات في سبتمبر 2014، تتألف من العديد من المدارس والأقسام.

#### كلية الفنون والتصميم والإعلام
تم إنشاء الكلية في عام 2014 من خلال دمج كلية الأداء والإعلام واللغة الإنجليزية مع معهد برمنغهام للفنون والتصميم. تشتمل هذه الكلية على الدورات التدريبية المتعلقة بالفنون والتصميم التي تدرسها كلية الفنون وكلية الهندسة المعمارية والتصميم وكلية الأزياء والمنسوجات ومدرسة المجوهرات ومدرسة الاتصال المرئي.

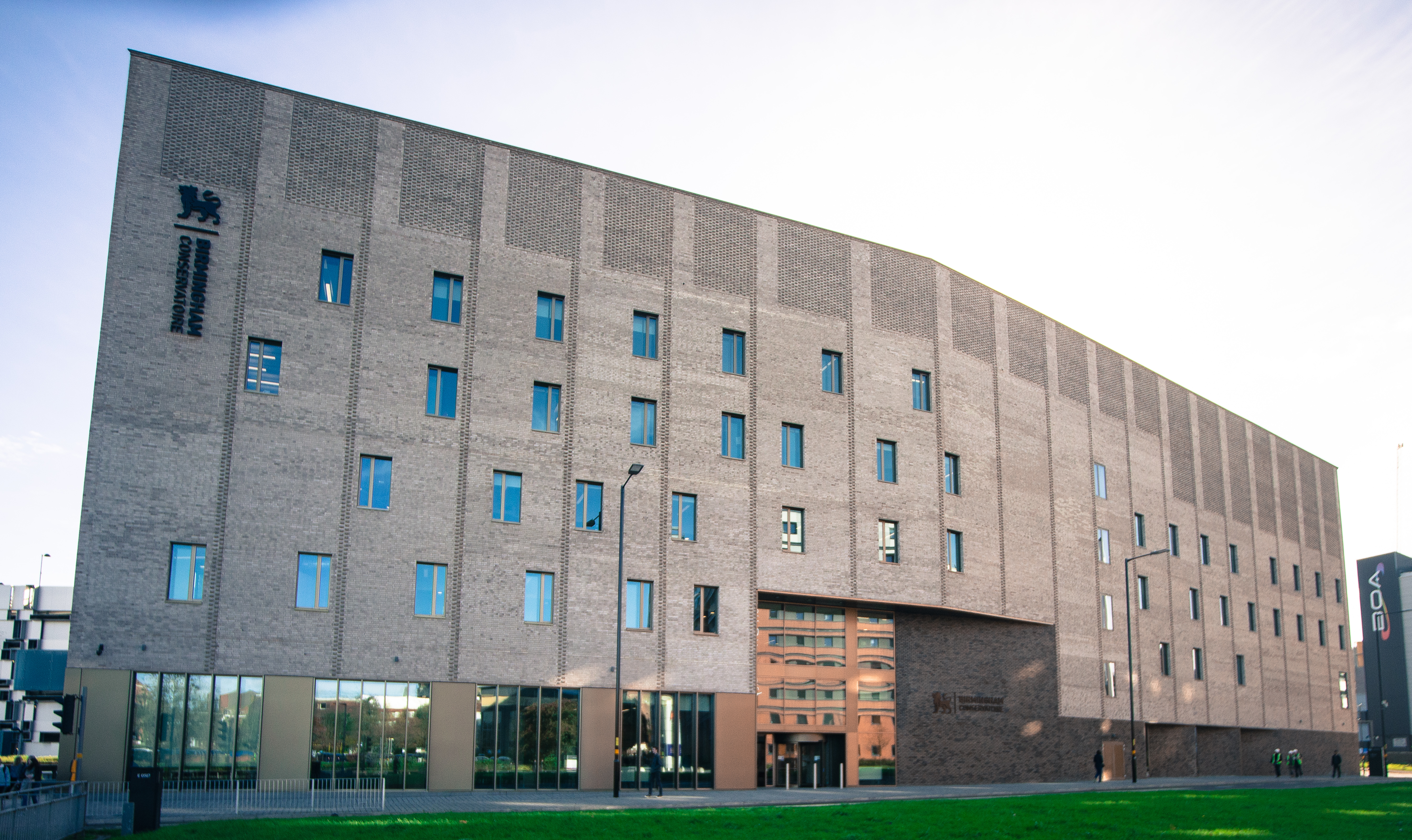
تم افتتاح المبنى الجديد لرويال برمنغهام الكونسرفتوار في عام 2017

كما أنها موطن ل رويال برمنغهام الكونسرفتوار، والدولي المعهد الموسيقي والمدارس الإعدادية ومكان الحفل الرئيسي لكثير من المروجين الحفل الرئيسي في برمنغهام والمنظمات، واستضافة أكثر من 300 فعالية سنويا. يقدم قسم المبتدئين دروسًا لأكثر من 200 موسيقي شاب تتراوح أعمارهم بين 3 و18 عامًا في الموسيقى الكلاسيكية وموسيقى الحجرة وموسيقى شمال الهند وموسيقى الجاز. تأسست مدرسة برمنغهام للتمثيل في عام 1936، واندمجت مع الجامعة في عام 2005، وفي سبتمبر 2017 اندمجت لتصبح جزءًا من المعهد الموسيقي. تقع المدرسة في مرافق مبنية لهذا الغرض داخل حرم سيتي سنتر في ميلينيوم بوينت والتي تشمل 11 استوديو. إلى جانب برامجها الجامعية في التمثيل وإدارة المسرح والمسرح التطبيقي، تقدم المدرسة برامج دراسات عليا متخصصة في الممارسة الصوتية الاحترافية وشهادة الماجستير في التمثيل: التقليد البريطاني.
مدرسة اللغة الإنجليزية لديها برامج اللغة الإنجليزية الجامعية المتخصصة في الأدب ودراسات اللغة والدراما والكتابة الإبداعية. وبرامج التكريم المشتركة في اللغة الإنجليزية والإعلام.
كانت مدرسة برمنغهام للإعلام واحدة من أولى مدارس الإعلام في البلاد لتعليم الإعلام كجزء من شبكة أكاديمية المهارات. حصلت دوراتها على موافقة من مجلس تدريب الصحافة الإذاعية ومعهد تشارترد للعلاقات العامة.
يعد معهد التكنولوجيا الجديدة ومركز التدريب واستوديو الوسائط جزءًا من هذه الكلية.

#### كلية الأعمال والقانون والعلوم الاجتماعية
تضم هذه الكلية كلية برمنغهام سيتي للأعمال، وهي مركز رئيسي لتعليم إدارة الأعمال. وهي تضم ثلاثة أقسام أكاديمية ومركزين متخصصين: قسم المحاسبة والمالية، وقسم الأعمال والتسويق، وقسم الإدارة والموارد البشرية، ومركز القيادة وممارسة الإدارة، ومركز التدقيق الداخلي، الحوكمة وإدارة المخاطر. كما تضم كلية الحقوق بالجامعة وكلية العلوم الاجتماعية.

#### كلية الصحة والتعليم وعلوم الحياة
بدأت كلية الصحة والتعليم وعلوم الحياة في عام 1995 بدمج كلية برمنغهام وسوليهول للتمريض والقبالة وكلية ويست ميدلاندز للتصوير الإشعاعي وجامعة وسط إنجلترا. في عام 2002، انضم المركز الملكي لطب الدفاع (RCDM) إلى الجامعة ليقدم لطلاب وممرضات وزارة الدفاع مهارات أساسية أفضل في تدريب الممرضات. كما يوفر دورات للمعلمين الراغبين أو المدرسين الذين يخدمون أو أولئك المهتمين ببساطة بقضايا التعليم التي تغطي النطاق الكامل لمراحل المدرسة من الرضيع إلى التعليم المستمر، في كل مستوى دراسي من المرحلة الجامعية بدوام كامل إلى مستوى الدراسات العليا والدكتوراه.
تتكون من أربع مدارس:
- كلية التمريض والقبالة
- كلية العلوم الصحية
- مدرسة تعليم الدفاع والرعاية الصحية
- كلية التربية والعمل الاجتماعي

#### كلية الحاسبات والهندسة والبيئة العمرانية
تعد كلية الحوسبة والهندسة والبيئة المبنية، ومقرها ميلينيوم بوينت، مركزًا وطنيًا للتميز في التعلم والابتكار ونقل التكنولوجيا. عُرفت الكلية مؤقتًا باسم كلية التكنولوجيا والابتكار والتطوير (TID) من عام 2008 حتى عام 2009، عندما أعادت الجامعة إطلاق الكلية من خلال دمج ثلاثة من الأقسام الأكثر نجاحًا - مركز الابتكار التكنولوجي (TIC)، كلية الحوسبة، ومدرسة بناء الممتلكات. لديها الآن مدرستان تنقسم كل منهما إلى قسمين:
- كلية الحاسبات والتكنولوجيا الرقمية:
  - الحوسبة
  - التقنية الرقمية
- كلية الهندسة والبيئة المبنية:
  - البيئة المبنية
  - هندسة

### المكتبات والمجموعات

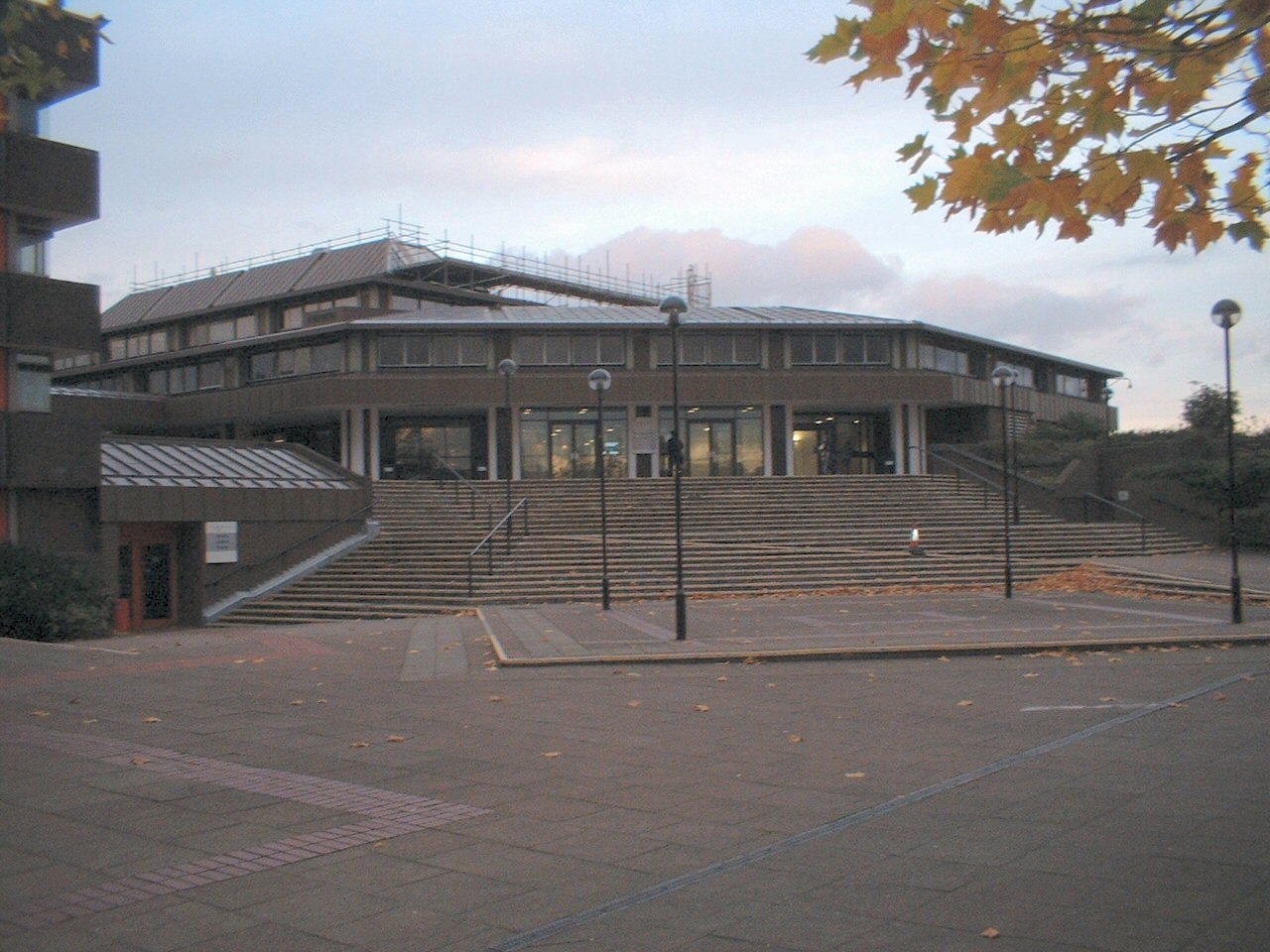
خطوات للأعلى للمدخل الأمامي لمكتبة ويليام كينريك، حرم سيتي نورث الجامعي

يوجد بالجامعة سبع مكتبات في جميع أنحاء برمنغهام في جميع الجامعات التي تحتوي على حوالي 950 ألف كتاب و9000 مجلة مطبوعة وإلكترونية. مكتبة كينريك، التي سميت على اسم ويليام كينريك تقديراً لدوره كأول رئيس للمحافظين عندما تم تشكيل البوليتكنيك في عام 1971، كانت تقع في الحرم الجامعي بالمدينة الشمالية وكانت أكبر مكتبات الجامعة، حيث تغطي ثلاثة طوابق وتضم أكثر من 320.000 كتب و2000 مجلة مطبوعة وأكثر من 4000 مجلة إلكترونية. أ 3 جنيهات إسترلينية قدم مليون تجديد مجموعة من مناطق الدراسة الفردية والجماعية. أغلقت المكتبة في مايو 2018 عندما انتقلت المدارس المتبقية في بيري بار إلى حرم سيتي ساوث الجامعي. تشمل المكتبات الأخرى:
- مكتبة كرزون (الموجودة في الحرم الجامعي سيتي سنتر وتضم مجموعة مكتبة الكونسرفتوار).
- مكتبة ماري سيكول (الموجودة في الحرم الجامعي للمدينة الجنوبية).
- مكتبة شارع مارغريت (مدرسة الفنون).
- مكتبة شارع فيتوريا (مدرسة المجوهرات).

#### الجدل حولمابليثورب
في عام 1998، دخلت الجامعة في جدل عندما تمت مصادرة كتاب للمصور روبرت مابلثورب Mapplethorpe (1992). كان طالب جامعي في السنة الأخيرة يكتب ورقة عن عمل مابليثورب ويهدف إلى توضيح الورقة ببضع صور. أخذت الصور إلى استوديو الصور المحلي ليتم تطويرها وأبلغ استوديو الصور شرطة ويست ميدلاندز بسبب الطبيعة غير العادية للصور. وصادرت الشرطة كتاب المكتبة من الطالب وأبلغت الجامعة أنه سيتعين إتلاف الكتاب. إذا وافقت الجامعة على التدمير، فلن يتم اتخاذ أي إجراء آخر.
تبنى نائب رئيس الجامعة، بيتر نايت، وجهة النظر - بدعم من مجلس الشيوخ - بأن الكتاب كان كتابًا شرعيًا لمكتبة الجامعة تحتفظ به وأن تصرف الشرطة كان انتهاكًا خطيرًا للحرية الأكاديمية. وقد استجوبت الشرطة نائب المستشار، تحت الحذر، بهدف مقاضاته بموجب أحكام قانون المطبوعات الفاحشة، الذي يعرّف الفحش على أنه مادة يحتمل أن تكون فاسدة وفاسدة. ركزت الشرطة على صورة معينة، «جيم وتوم، سوساليتو 1977»، والتي تصور رجلاً يتبول في فم آخر.
بعد المقابلة مع نائب المستشار، تم إرسال ملف إلى دائرة الادعاء الملكية حيث يتعين على مدير النيابات العامة (DPP) اتخاذ قرار بشأن المضي في المحاكمة أم لا. وبعد تأخير دام ستة أشهر تقريبًا، انتهت القضية عندما أبلغ مدير النيابة العامة نايت أنه لن يتم اتخاذ أي إجراء لأن «هناك أدلة غير كافية لدعم محاكمة ناجحة في هذه المناسبة». أُعيد الكتاب الأصلي، في حالة ممزقة قليلاً، وأُعيد إلى مكتبة الجامعة.

### المؤسسات الشريكة

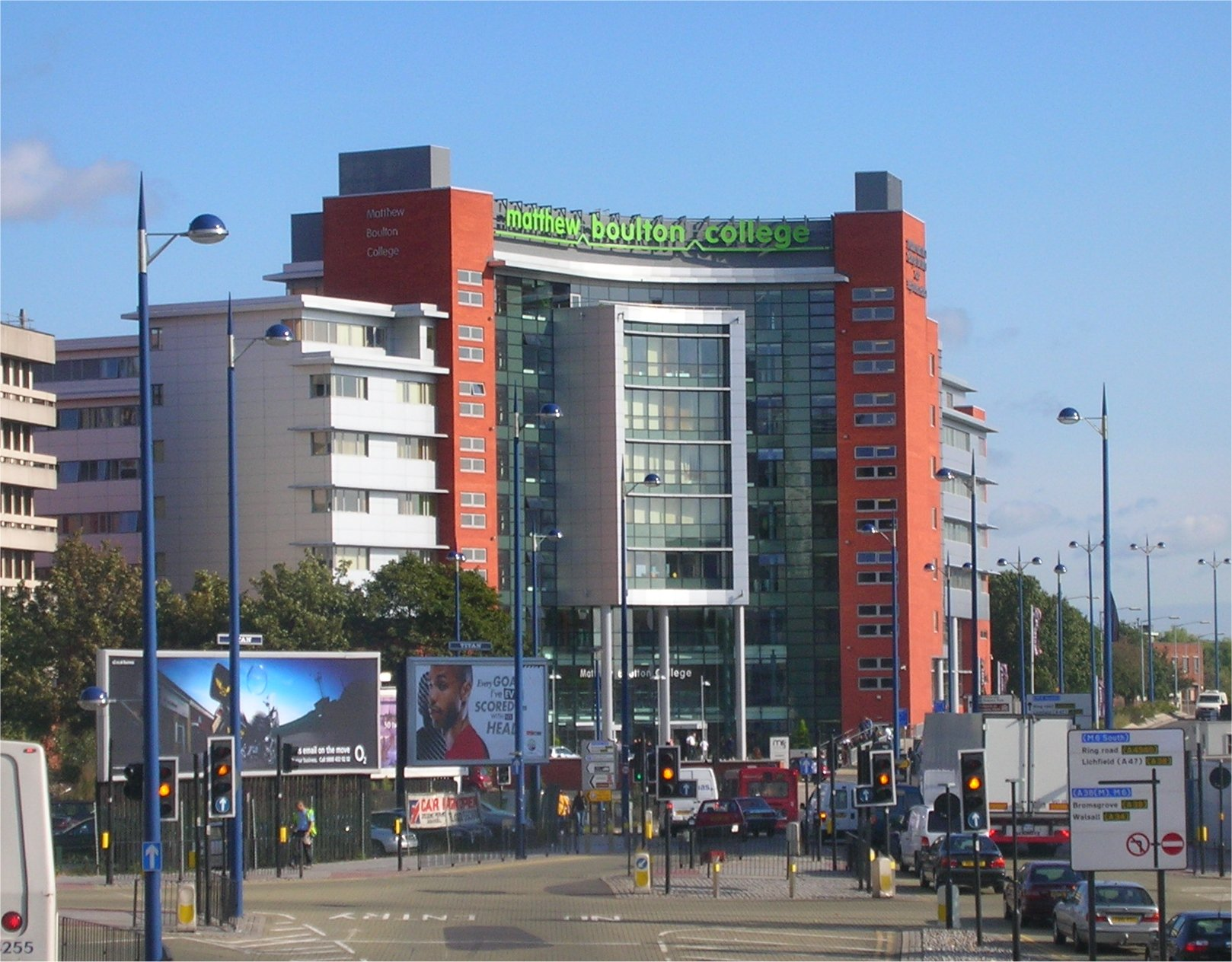
كلية برمنغهام متروبوليتان، إحدى المؤسسات الشريكة للجامعة

تدير الجامعة برامج الوصول والتأسيس من خلال شبكة دولية من الجامعات وكليات التعليم الإضافي المرتبطة بها.

## الملف الأكاديمي

### بحث
يوجد بالجامعة خمسة مراكز للتميز البحثي، وهي المحور الرئيسي لنشاطها البحثي. بعد تمرين تقييم البحث لعام 2008 الذي أجراه مجلس تمويل التعليم العالي في إنجلترا، ذكرت صحيفة برمنغهام بوست أن أكثر من 70 في المائة من العمل البحثي المقدم من جامعة برمنغهام سيتي - بما في ذلك دراسات الأعمال والإدارة والتعليم واللغة الإنجليزية والعمل الاجتماعي والعمل الاجتماعي السياسة، وتخطيط المدن والبلد - «تم الاعتراف به رسميًا على أنه معيار دولي»، وتم تصنيف 15 في المائة من هذا العمل على أنه «رائد عالميًا». كان تقديم الفن والتصميم من بين أعلى عشرة تصنيفات في البلاد، وتم تصنيف معهد برمنغهام كونسرفتوار كواحد من أفضل ثلاثة معاهد موسيقية، والأفضل خارج لندن. احتلت الجامعة المرتبة الثالثة والستين بناءً على متوسط درجات التقييم.

### الترتيب والسمعة
يوجد بالجامعة عدد من الدورات التدريبية المعتمدة من قبل مجلس قطاع المهارات الحكومي للصناعات السمعية والمرئية والإبداعية (Creative Skillset). فيما يتعلق بمرحلة ما بعد الإنتاج، تتمتع الجامعة أيضًا بحالة أفايد منتور، وهي مركز التدريب المعتمد من ميلاندز لبرامج التحرير فاينال كت برو من أبل.
من أجل الرعاية الصحية والاجتماعية، مُنحت جامعة برمنغهام سيتي اعترافًا وطنيًا كمركز للتميز في التدريس والتعلم. يوجد بالجامعة مجموعة تشغيل افتراضية في الموقع لطلاب الصحة، وهي الأولى في إحدى الجامعات في إنجلترا. في جدول سميثرز-روبنسون، من أجل التدريب الأولي للمعلمين، تحتل جامعة برمنغهام سيتي وثلاث مؤسسات أخرى المرتبة العشرة الأولى باستمرار. حسب مراقبات مكتب أوفستيدفإن الجامعة كثيرا ما تكون من بين الأفضل في التدريب الأولي للمعلمين.

## الحياة الطلابية
ما يقرب من نصف طلاب الجامعة المتفرغين هم من ويست ميدلاندز، ونسبة كبيرة منهم من الأقليات العرقية. تدير الجامعة برامج الوصول والتأسيس من خلال شبكة دولية من الجامعات المرتبطة وكليات التعليم الإضافي، ولديها أكبر عدد من الطلاب الدوليين في منطقة برمنغهام. بالنسبة للالتحاق بعام 2009، ارتفعت الطلبات بنسبة 37 في المائة عن عام 2008، وهي واحدة من أكبر الزيادات في أي جامعة. يوجد ما يقرب من ستة طلبات لكل مكان وتتراوح متطلبات الالتحاق بالدورة التدريبية من 200 إلى 300 نقطة يوكاس لجميع برامج الشرف؛ تختلف متطلبات الدورات الأخرى.

### اتحاد الطلبة

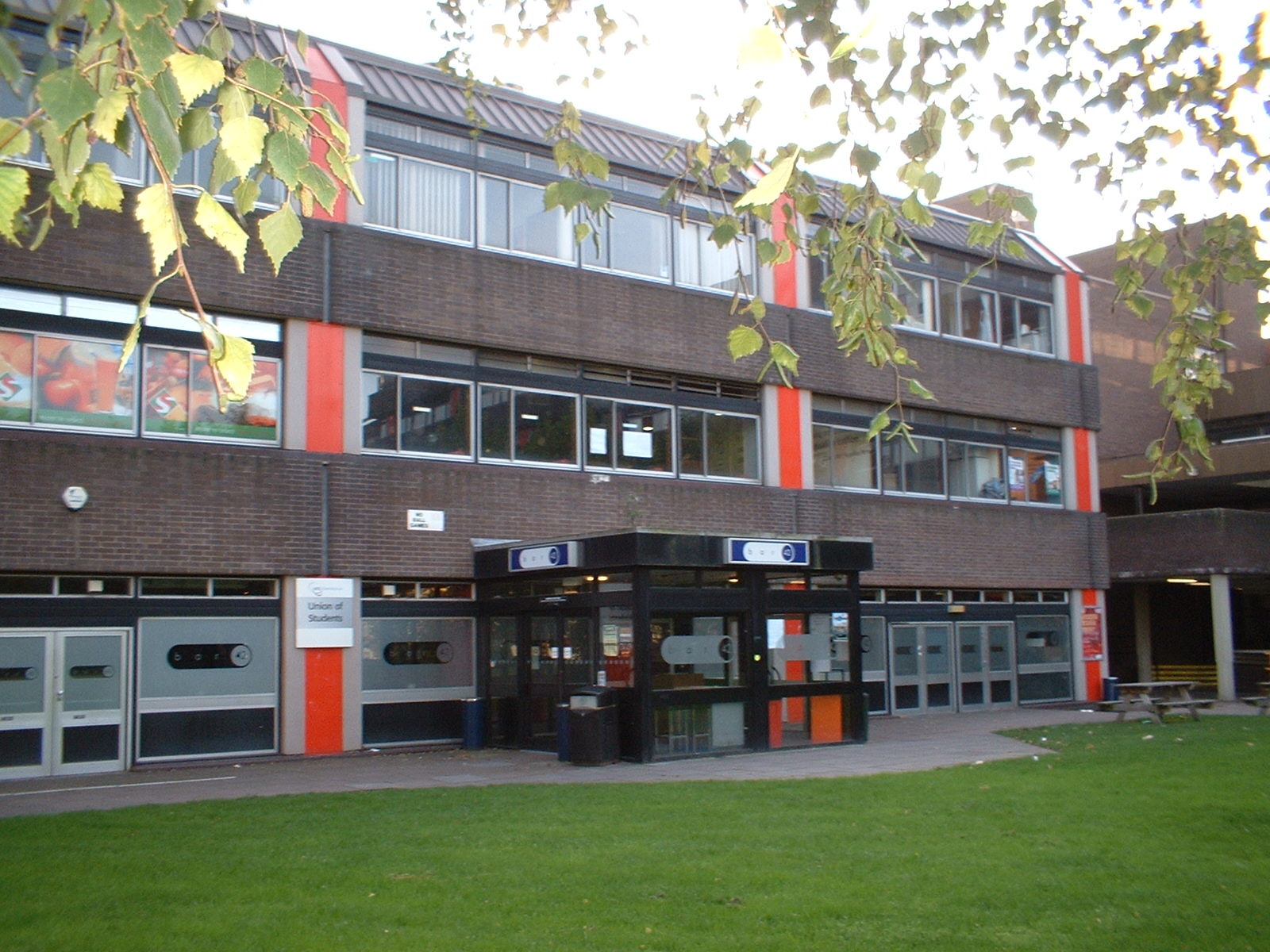
تم إغلاق لاونج نورث، بار اتحاد الطلاب في حرم سيتي نورث الجامعي في عام 2015، ومنذ ذلك الحين تم هدمه

يوجد لاتحاد طلاب جامعة برمنغهام سيتي (والمختصر إلى BCUSU) مكاتبه الرئيسية في الحرم الجامعي بوسط المدينة. يوجد العديد من مكاتب الاستقبال في الجامعات الأخرى. ينتمي اتحاد طلاب جامعة برمنغهام سيتي إلى الاتحاد الوطني للطلاب، وجميع الطلاب أعضاء في الاتحاد تلقائيًا.
يتألف الإعلام الطلابي في الاتحاد من مجلة طلابية. تم نشر المجلة في الأصل في الثمانينات، وبعد فترة قصيرة تحت أسماء أخرى، أعيد إلى الحياة في عام 2019. المجتمع التلفزيوني الطلابي. تلفزيون سكراتش ومحطة راديو الطلاب؛ راديو سكراتش، والموجود في مبنى باركسايد في حرم سيتي سنتر.
تم إدانة اتحاد طلاب برمنغهام بوليتكنيك في نوفمبر 1974 عندما أصدر مجلسه قرارًا يدعم إرهاب الجيش الجمهوري الأيرلندي. كانت المحطة الإذاعية الطلابية في البوليتكنيك، راديو ج، هي الوصيفة في جوائز جوارديان ميديا لعام 1989.
الآن اتحاد طلاب مدينة برمنغهام، يعقد انتخابات كل عام لانتخاب خمسة ضباط متفرغين متفرغين يديرون الاتحاد ويعملون كمديرين لشركته.

## الموظفون والخريجون البارزون
يشمل طاقم العمل الحالي والسابق بالجامعة وكياناتها السابقة الروائيين جيم كريس وستيفن بوث ممرضة المؤلف بيثان سيفيتر والصحفي بول برادشو وديفيد هالام عضو البرلمان الأوروبي والباحث النيجيري وخبير استطلاعات الرأي بيل إيهوا، العالم كيفن وارويك، البيئة كريس باينز، والسياسيون خالد محمود (النائب عن بيري بار) ولين جونز (النائب السابق عن سيلي أوك)، ورئيس مفتشي المراقبة السابق في إنجلترا وويلز بول مكدويل.
ومن بين الخريجين البارزين في الجامعة والمؤسسات التي سبقتها التي تعمل في مجال البث، مقدمة برامج الأطفال التلفزيونية كيرستن أوبراين، ومقدمة البرامج التلفزيونية الرياضية ماري رودس، ومقدمي البرامج الإذاعية والتلفزيونية فيونا فيليبس، وزوي بول، ومارجريتا تايلور، وفيل أبتون، والصحفي الاستقصائي مارك ويليامز توماس. لوري بيكر (1917-2007)، مهندس معماري بريطاني المولد، باتريك لو كويمان، رئيس قسم التصميم، رينو، سايمان مياه، مصمم العملات المعدنية الأولمبية بقيمة 5 جنيهات إسترلينية لألعاب لندن 2012 ويميسي أكينبوبولا. يعمل العديد في الصحافة الإذاعية، مثل مذيع الأخبار في سكاي نيوز مارفرين كول ومقدم الأخبار في بي بي سي تشارلي ستايت.
من بين خريجي الفن والتصميم رسام الكاريكاتير أليكس هيوز، الفنانة باربرا ووكر، ومصممة الأزياء بيتي جاكسون، المصور رافي ديبريس، والفنان روب بيبر، ومصمم المنتجات الصناعية هانز رمضان. يشمل خريجو الفنون المسرحية الموسيقيين روي بريست (سويت جيسوس سابقًا) ونيك دافي والمغني وكاتب الأغاني ستيفن دافي والممثلين جيمي ميستري وكاثرين تيلديسلي وتوم ليستر والكوميدي فرانك سكينر المغني والمتسابق في إكس فاكتر ريديان روبرتس، وعازف الجيتار جون تايلور، مؤسس دوران دوران والرئيس التنفيذي لبنك (HSBC)، نويل كوين، الذي يقود أحد أكبر البنوك في المملكة المتحدة.

## روابط خارجية
- الموقع الرسمي
- صور من جامعة برمنغهام سيتي
- اتحاد طلاب جامعة برمنغهام سيتي
- جامعة برمنغهام سيتي : فيوتشر ميديا
- مستودع أبحاث الوصول المفتوح جامعة مدينة برمينغهام